# Municipio de Harrison (condado de Vigo)
El municipio de Harrison (en inglés: Harrison Township) es un municipio ubicado en el condado de Vigo en el estado estadounidense de Indiana. En el año 2010 tenía una población de 51272 habitantes y una densidad poblacional de 841,07 personas por km².

## Geografía
El municipio de Harrison se encuentra ubicado en las coordenadas 39°28′30″N 87°23′16″O / 39.47500, -87.38778. Según la Oficina del Censo de los Estados Unidos, el municipio tiene una superficie total de 60.96 km², de la cual 59.64 km² corresponden a tierra firme y (2.16%) 1.32 km² es agua.

## Demografía
Según el censo de 2010, había 51272 personas residiendo en el municipio de Harrison. La densidad de población era de 841,07 hab./km². De los 51272 habitantes, el municipio de Harrison estaba compuesto por el 84.75% blancos, el 9.54% eran afroamericanos, el 0.36% eran amerindios, el 1.24% eran asiáticos, el 0.04% eran isleños del Pacífico, el 0.87% eran de otras razas y el 3.19% pertenecían a dos o más razas. Del total de la población el 2.26% eran hispanos o latinos de cualquier raza.